# Ново Село (Маврово и Ростуша)
Ново Село (мкд. Ново Село) је насељено место у Северној Македонији, у северозападном делу државе. Ново Село припада општини Маврово и Ростуша.

## Географски положај
Насеље Ново Село је смештено у северозападном делу Северне Македоније. Од најближег већег града, Гостивара, насеље је удаљено 14 km јужно.
Церово се налази у оквиру вишем делу Полога. Насеље је положено на североисточним падинама планине Бистре. Југоисточно се издиже планина Буковик. Надморска висина насеља је приближно 870 метара. Насеље је окружено густим листопадним шумама (јасен, буква, кестен, тополе, врбе...).
Клима у насељу је планинска.

## Историја
После Другог балканског рата 1913. године село је припало Србији. Према подацима Афанасија Селишчева из 1929. године Ново село је било село је имало 25 кућа са 128 становника, све православних Словена.

## Становништво
По попису становништва из 2002. године Ново Село је имало 33 становника.
Претежно становништво у насељу су етнички Македонци (100%).
Већинска вероисповест у насељу је православље.

## Привреда
Становништво Новог Села највише се бави пољопривредом (узгајањем лука, ражи оваса и др.) и сточарством (највише се чувају овце и козе, а у мањој мери и краве и свиње), а заступљено је и живинарство (кокошке и гуске) превасходно за домаће потребе. Своје производе сељани најчешће продају на пијаци у Гостивару, а неретко и у Кичеву. Део становништва је запослен у каменолому, који се налази у непосредној близини насеља, а има и дрвосеча.

## Знаменитости
- Црква Светог Јована крститеља - саграђена у тридесетих година 20. века.